# Jr Eric
Jr Eric, egentligen Erik Alexandersson, född 28 december 1982, död 15 januari 2009, var en svensk reggaeartist från Göteborg samt även trummis i det göteborgska punkbandet Radio 69 som turnerade i Tyskland mer än på hemmaplan. Han var bror till reggaeproducenten Partillo.
Jr Eric slog igenom (tillsammans med Governor Andy) med låten Reggaeprofil som spelades flitigt på radio 2006 och 2007. Han har även medverkat på flera andra av Governor Andys låtar. Jr Eric medverkade 2008 på samlingsalbumet Högre Standard Vol. 1+2 med låten Jobb o pengar. Erik var även en flitig arrangör som arrangerade bland annat det årliga (från och med 1998) Bob Marley Celebration Partyt på Musikens Hus i Göteborg samt en hel del klubbar från tidigt 2000-tal fram tills hans bortgång. Sin sista tid tillbringade han i Thailand, Koh Phangan, där han var festfixare samt delägare i en restaurang. Han avled till följd av att ha fallit i koma efter en mopedolycka. 
En samlingsskiva sammanställd av Partillo, Raggamuffin på svenska, släpptes i augusti 2009. På skivan finns tidigare utgivna alster men även låtar som Erik aldrig hann göra klart, dessa har kompletterats och färdigställts med hjälp av bl.a. Kapten Röd, Storsien och Governor Andy. Flera välkända människor inom svensk reggae har hyllat Jr Eric efter hans död. Kapten Röds "Saknade Vänner", Serengeti och Roffe Ruffs "Vår Bäste MC" och Papa Dees "Too Young, Too Soon" är exempel på låtar som dedikerats till och hyllat Jr Eric. Även den jamaicanska reggae och rub a dub legenden U Brown har hyllat honom med låten och videon "Reggae Music Worldwide (Tu Shung Peng)"

## Diskografi
- 2006 – Stil och fason (EP)
- 2006 – Governor Andy - Som Salomos sång (CD)
- 2007 – Mr Gillis Reggaepropaganda (CD)
- 2008 – Partillo's Högre Standard vol 1&2 (CD)
- 2009 – Raggamuffin på svenska (CD, postumt utgiven)